# Pibaoré
Pibaoré är ett departement i Burkina Faso.   Det ligger i provinsen Sanmatenga och regionen Centre-Nord, i den centrala delen av landet, 90 km nordost om huvudstaden Ouagadougou.